# Saint-Antoine (Doubs)
Saint-Antoine es una comuna y población de Francia, en la región de Franco Condado, departamento de Doubs, en el distrito de Pontarlier y cantón de Mouthe.
Está integrada en la Communauté de communes du Mont-d'Or et des Deux Lacs.

## Demografía
Su población en el censo de 2006 era de 278 habitantes.
| 135 | 154 | 160 | 197 | 243 | 276 |
| Para los censos de 1962 a 1999 la población legal corresponde a la población sin duplicidades (Fuente: INSEE [Consultar]) |     |     |     |     |     |